# Dodi Battaglia

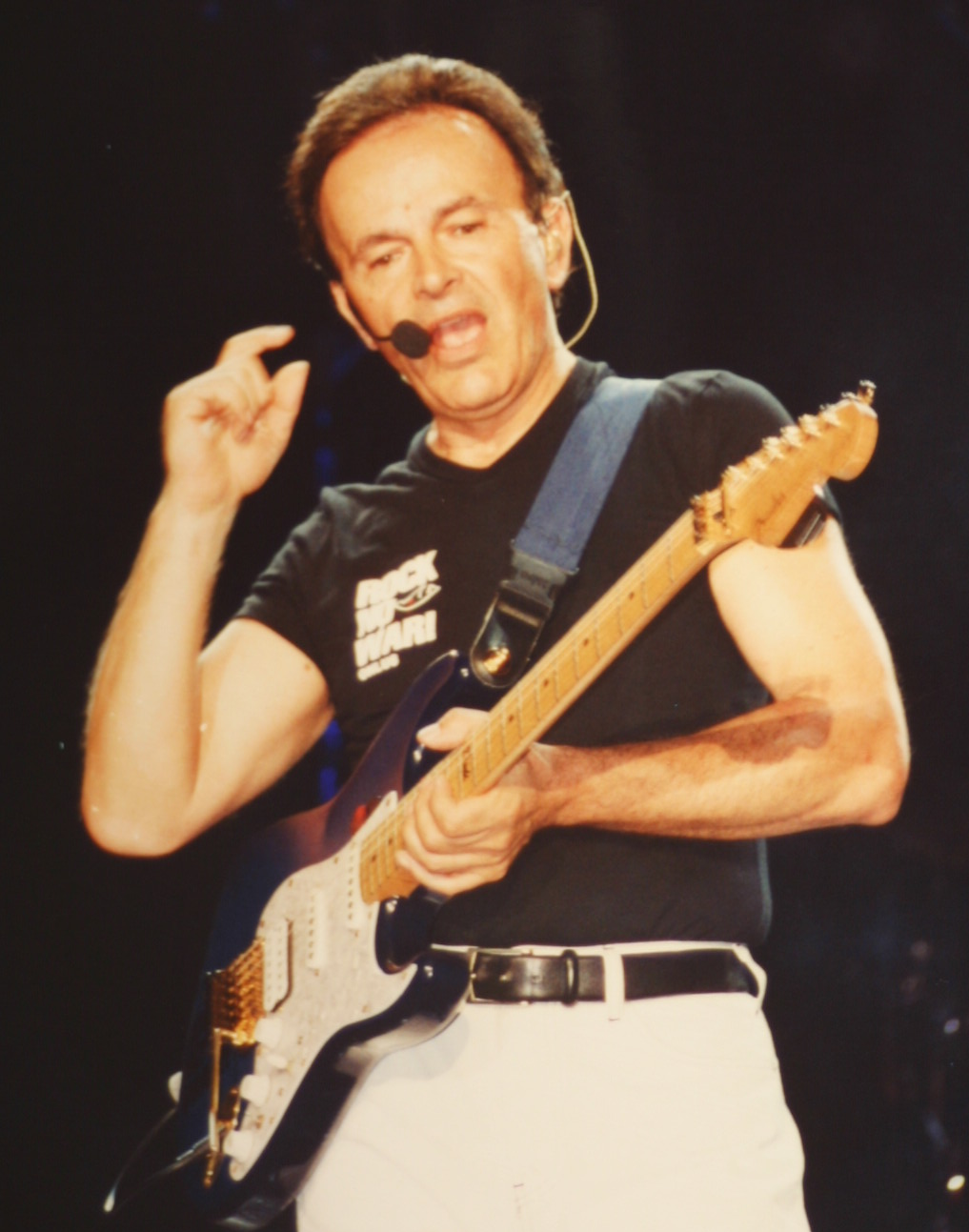
Dodi Battaglia, 2004

Donato „Dodi“ Battaglia (* 1. Juni 1951 in Bologna) ist ein italienischer Gitarrist, Sänger und Komponist, der vor allem durch seine fast 50-jährige Tätigkeit in der Band Pooh bekannt wurde.

## Karriere
Battaglia stammte aus einer musikalischen Familie und wurde sehr jung Mitte der 1960er-Jahre in der lokalen Musikszene von Bologna aktiv. Im Alter von 17 Jahren machte ihm Valerio Negrini von der aufstrebenden Beatband Pooh das Angebot, nach dem Ausstieg von Mauro Bertoli als Gitarrist zur Gruppe zu stoßen. Als Teil der Pooh-Stammformation spielte Battaglia fortan nicht nur Gitarre, sondern trat auch als Sänger in Erscheinung. Zudem erlernte er das Klavierspiel und komponierte einen großen Teil des Repertoires der Band. 1985 erschien mit Più in alto che c’è sein erstes Soloalbum.
Neben seinen Bandaktivitäten arbeitete Battaglia auch mit anderen Musikerkollegen zusammen, darunter Zucchero, Vasco Rossi, Gino Paoli, Mia Martini, Raf und Enrico Ruggeri. 1997 fertigte der amerikanische Gitarrenhersteller Fender für den Musiker das Signature-Modell Fender Dodicaster an. Mit D’assolo legte Battaglia 2003 ein Instrumentalalbum vor, 2007 produzierte er das Debütalbum seines Sohnes Daniele Battaglia. 2015 veröffentlichte er zusammen mit dem australischen Gitarristen Tommy Emmanuel das Album Dov’è andata la musica. Nach der Auflösung von Pooh zum 50-jährigen Bandjubiläum 2016 legte Battaglia 2017 nach einer Solo-Tournee das doppelte Livealbum E la storia continua… vor.

## Diskografie
Alben

| Jahr | Titel                  | Höchstplatzierung, Gesamtwochen, AuszeichnungChartsChartplatzierungen (Jahr, Titel, Platzierungen, Wochen, Auszeichnungen, Anmerkungen) | Anmerkungen        |
| Jahr | Titel                  | IT | Anmerkungen        |
| ---- | ---------------------- | --- | ------------------ |
| 1985 | Più in alto che c’è    | IT15 (7 Wo.)IT | CGD                |
| 2003 | D’assolo               | IT22 (8 Wo.)IT | Warner             |
| 2015 | Dov’è andata la musica | IT8 (9 Wo.)IT | mit Tommy Emmanuel |
| 2017 | E la storia continua…  | IT86 (2 Wo.)IT |                    |
| 2019 | Perle                  | IT21 (3 Wo.)IT |                    |
| 2021 | Inno alla musica       | IT93 (1 Wo.)IT |                    |

## Belege
1. ↑  Chartquellen: 
  - M&D-Chartarchiv. Musica e dischi, archiviert vom Original am 18. August 2007; abgerufen am 4. Dezember 2018 (italienisch, kostenpflichtiger Abonnement-Zugang).
  - Alben von Dodi Battaglia. In: Italiancharts.com. Hung Medien, abgerufen am 4. Dezember 2018.

| Personendaten    | Personendaten                                 |
| ---------------- | --------------------------------------------- |
| NAME             | Battaglia, Dodi                               |
| ALTERNATIVNAMEN  | Battaglia, Donato                             |
| KURZBESCHREIBUNG | italienischer Gitarrist, Sänger und Komponist |
| GEBURTSDATUM     | 1. Juni 1951                                  |
| GEBURTSORT       | Bologna                                       |